# Christophe Degli Esposti
Pour les articles homonymes, voir Esposti.
 (mai 2014).
Christophe Degli Esposti (ou Christophe D'Esposti) est un acteur franco-italien né à Paris.

## Biographie
Après avoir été scolarisé à l'École active bilingue et à l'International School of Paris, il intègre le Conservatoire national supérieur d'art dramatique. Il y travaille avec Dominique Valadié, Daniel Mesguish, Laurence Roy, Mario Gonzales et Jacques Rebottier. En 2013, il écrit avec Thibault de Montaigu un court métrage, Dubois, produit par Tamara Films.

### Vie privée
Il vit avec l'actrice belge Marie Gillain, avec qui il a eu une fille, Véga, née en 2009.

## Théâtre
- 2008 : 
  - Opérette de Witorld Gombrowicz, mise en scène de Jean-Michel Rabeux
  - Sainte Jeanne des Abattoirs de Bertolt Brecht, mise en scène par Bernard Sobel[2]
- 2009 : Le Mariage de Figaro de Beaumarchais, mise en scène par Ladislas Chollat[3]
- 2010-2011 : 
  - Roméo et Juliette de William Shakespeare, mise en scène par Magali Léris[4]
  - Silence complice de Daniel Keene, mis en scène par Brice cousin.
- 2013 : Tom à la ferme de Michel Marc Bouchard, mise en scène de Ladislas Chollat
- 2016: L'autre de Florian Zeller, mis en scène par Thibault Ameline

Tom à la ferme sera l'un des succès du Festival Off d'Avignon au théâtre du Chêne Noir. Cette pièce sera d'ailleurs adaptée à l'écran par Xavier Dolan et le film sélectionné à la 70e Mostra de Venise.

## Télévision
- 2009 : La vie est à nous (série télévisée) : Julien
- 2010 : Xanadu (série télévisée): Yolde
- 2011 : Trafics d'Olivier Barma (série télévisée): Vincent Vasquez
- 2013 : Y'a pas d'âge (série télévisée) : Carlito.

## Radio
Pour France Culture, il enregistre :
- Vol au-dessus de l’océan de Bertolt Brecht : Margerite Gateau
- Des tulipes de Noëlle Renaude : Margerite Gateau